# Offentlig innovation
Offentlig innovation er at gøre noget nyt i den offentlige sektor, der skaber værdi for borgere, virksomheder, organisationen og/eller samfundet. KL samt flere kommuner og regioner definerer offentlig innovation som "Nyt, nyttigt, nyttiggjort", mens MindLab og Socialforvaltningen i Københavns Kommune definerer det som "Nye ideer der implementeres og giver værdi".
Ved nyt forstås noget helt nyt for verden, men også noget nyt for den enkelte organisation eller nye kombinationer af noget velkendt. 

## Værdi af offentlig innovation
Værdien af offentlig innovation måles ofte på flere bundlinjer, også kaldet "den komplekse bundlinje". Eksempelvis anvender Silkeborg Kommune tre bundlinjer (Slutbrugerne, Organisationen, De ansatte) når de vurderer værdien af en innovation, og i Socialforvaltningen i Københavns Kommune arbejder man med fem bundlinjer (Organisationens produktivitet, Borgernes serviceoplevelse, Borgernes oplevede retssikkerhed, Den politiske dagsorden, Organisationens innovationskapacitet).
I sin bog Velfærdsinnovation (2007) beskriver Christian Bason fire bundlinjer: Produktivitet, Effekt, Serviceoplevelse og Demokrati. Med de fire bundlinjer til at måle effekten af offentlig innovation, flytter Bason vægtningen fra fokus på output til fokus på effekt (outcome). Basons fire offentlige innovationsbundlinjer er:

### Produktivitet
(Vil blive uddybet)

### Effekt
(Vil blive uddybet)

### Serviceoplevelse
(Vil blive uddybet)

### Demokrati
(Vil blive uddybet)

## Måling af offentlig innovation (innovationsbarometeret)
[Her kommer omtale af den offentlige innovationsstatistik og link hertil]

## Borgerinvolverende innovation
xx procent af offentlige innovationer sker i samarbejde med borgere og virksomheder.
I den offentlige sektor er kunden en borger med særlige rettigheder. (her kommer noget med 
Forskellige grader af borgerinvolverende innovation